# Kolton Miller
Pour les articles homonymes, voir Miller.
(en) Statistiques sur pro-football-reference
Kolton Miller, né le 9 octobre 1995 à Redwood City en Californie, est un joueur américain de football américain qui évolue au poste d'offensive tackle. Il a été sélectionné en quinzième position de la draft 2018 de la NFL par les Raiders d'Oakland qui deviennent les Raiders de Las Vegas l’année suivante.

## Biographie
Kolton Miller est, en 2018, la première sélection de Jon Gruden lors de son deuxième passage à la tête de la franchise des Raiders.
Le 2 avril 2021, Kolton Miller signe un nouveau contrat de trois saisons supplémentaires avec les Raiders de Las Vegas pour plus de 18 millions de dollars annuels, faisant de lui l’un des bloqueurs les mieux rémunérés de la ligue,,.